# Сафін Нурулла Давлетгареєвич
Нурулла Давлетгареєвич Сафін (башк. Нурулла Дәүләтгәрәй улы Сафин; 25 липня 1923, Старі Казанчі, Башкирська АРСР — 15 травня 1995, Уфа) — командир мінометного розрахунку 467-го гвардійського мінометного полку (7-й гвардійський танковий корпус, 3-я гвардійська танкова армія, 1-й Український фронт) гвардії старший сержант, Герой Радянського Союзу.

## Біографія
Сафін Нурулла Давлетгареєвич народився 25 липня 1923 року в селі Старі Казанчі (нині — Аскінського району) у родині бідного селянина. В ранньому дитинстві залишився круглим сиротою, з сестрою виховувався в сім'ї дядька, брата батька, де було п'ятеро дітей.
В 1931 році пішов у школу, закінчив сім класів. Після школи працював у колгоспі конюхом, потім бригадиром рільничої бригади.
В Червону прмію Нурулла Давлетгареєвич призваний у 1943 році. В армії Сафін був мінометником, командував розрахунком, проявив мужність і безстрашність. За зразкове виконання бойових завдань командування в боях, і проявлені при цьому відвагу і героїзм Указом Президії Верховної Ради СРСР від 10 квітня 1945 року Нуруллі Давлетгареєвичу присвоєно звання Героя Радянського Союзу.
Член КПРС з 1952 року.
Після закінчення війни гвардії сержант Сафін був демобілізований з лав Радянської Армії, працював заступником голови сільради, заступником голови колгоспу в рідному селі. Нурулла Давлетгареєвич останні п'ятнадцять років свого життя прожив в Уфі.
Помер Н.Д. Сафін 15 травня 1995 року, похований у селі Старі Казанчі.
Сім'я: дружина Наїля Ахатовна, троє синів і дочка. Старший син — Зуфар Нуруллинович — депутат державних Зборів Республіки Башкортостан, голова комітету з державного будівництва. Середній — Ріф Нуруллинович і дочка — Зіля Нуруллинівна — працювали в нафтогазовій промисловості країни. Молодший — Булат Нуруллинович — підприємець у сфері сільського господарства.

## Подвиг
«Командир мінометного розрахунку 467-го гвардійського мінометного полку (7-й гвардійський танковий корпус, 3-я гвардійська танкова армія, 1-й Український фронт) комсомолець гвардії старший сержант Сафін відзначився 23.01.1945. Його розрахунок у числі перших у полку подолав Одер в р-ні м. Грошовице, брав участь у боях за плацдарм. Відбиваючи контратаки противника, завдав йому значних втрат у живій силі і техніці».

## Нагороди
- Медаль «Золота Зірка» Героя Радянського Союзу (10.04.1945);
- орден Леніна (10.04.1945);
- орден Вітчизняної війни 1-го ступеня (10.05.1945);
- орден Вітчизняної війни 1-го ступеня (11.03.1985);
- медаль «За відвагу» (1943);
- медаль «За відвагу» (16.01.1944);
- інші медалі.

## Пам'ять
За заповітом Нурулли Давлетгареєвича в селі Старі Казанчі побудована мечеть, названа в його честь «Нурулла».
На батьківщині Героя встановлено меморіальну дошку.